# Socijalni anksiozni poremećaj
Socijalna fobija ili socijalni anksiozni poremećaj je ustrajni, iracionalni strah općenito povezan s nazočnošću drugih ljudi. Fobična osoba obično nastoji izbjeći određenu situaciju u kojoj bi mogla postati predmetom procjenjivanja i vrednovanja, te pokazati znakove anksioznosti ili se početi nepristojno ponašati. Često se javlja skupa s generaliziranim anksioznim poremećajem, specifičnim fobijama, paničnim poremećajem, te izbjegavajućim ili kompulzivnim poremećajima ličnosti. Socijalna fobija je podjednako učestala kod oba spola i obično se javlja tijekom adolescencije.